# Titularbistum Ubaba
Ubaba war eine antike Stadt in der römischen Provinz Mauretania Caesariensis im heutigen nördlichen Algerien.
Ubaba ist ein ehemaliges Bistum der römisch-katholischen Kirche und heute ein Titularbistum.
| Nr. | Name                                  | Amt                                        | von                | bis             |
| --- | ------------------------------------- | ------------------------------------------ | ------------------ | --------------- |
| 1   | Brian David Usanga                    | Weihbischof in Calabar (Nigeria)           | 5. August 1966     | 5. Februar 1970 |
| 2   | Andreas Henrisusanta SCJ              | Weihbischof in Tanjungkarang (Indonesien)  | 29. August 1975    | 18. April 1979  |
| 3   | Joseph Mukwaya                        | Weihbischof in Kampala (Uganda)            | 10. September 1982 | 21. Juni 1988   |
| 4   | Dominik Tóth                          | Weihbischof in Bratislava (Slowakei)       | 17. März 1990      | 16. Mai 2015    |
| 5   | José Adalberto Jiménez Mendoza OFMCap | Apostolischer Vikar von Aguarico (Ecuador) | 2. August 2017     |                 |